# 54288 Daikikawasaki
54288 Daikikawasaki è un asteroide della fascia principale. Scoperto nel 2000, presenta un'orbita caratterizzata da un semiasse maggiore pari a 2,6183842 UA e da un'eccentricità di 0,1913084, inclinata di 11,92105° rispetto all'eclittica.